# (21552) Richardlee
(21552) Richardlee (1998 QC52) – planetoida z pasa głównego asteroid okrążająca Słońce w ciągu 4,18 lat w średniej odległości 2,59 j.a. Odkryta 17 sierpnia 1998 roku.